# 무지 (패턴)
무지(無地)는 무늬나 패턴 디자인이 없이 전체가 한 가지 빛깔로 됨을 가리킨다. 또는 그런 색상의 디자인 물건을 가리킨다. 특히 단색(單色)으로 어떠한 패턴도 없는 한 가지 빛깔로 이루진것임을 강조한다.

## 같이 보기
- 물방울 무늬
- 스트라이프